# 534 (číslo)
Pět set třicet čtyři je přirozené číslo. Následuje po čísle pět set třicet tři a předchází číslu pět set třicet pět. Římskými číslicemi se zapisuje DXXXIV a řeckými číslicemi φλδ.

## Matematika
534 je:
- Abundantní číslo
- Složené číslo
- Nešťastné číslo

## Astronomie
- (534) Nassovia je planetka hlavního pásu, kterou v roce 1904 objevil Raymond Smith Dugan

## Roky
- 534
- 534 př. n. l.